# Castillo de Sarracín
El castillo de Sarracín se encuentra ubicado en el municipio de Vega de Valcarce, en la comarca de El Bierzo, provincia de León, comunidad autónoma de Castilla y León, España. Fue declarado Bien de Interés Cultural (B.I.C.) el 22 de abril de 1949. Se encuentra situado sobre un picacho en la falda del monte de la Vilela (Villaus). Dicho monte es nombrado en el Codex Calixtinus.

Villafranca, a la entrada de la Vega del Valcarce, Castro Sarracín; después Villaus, el puerto del monte Cebrero.
Fragmento del Codex Calixtinus

En 2015, en la aprobación por la Unesco de la ampliación del Camino de Santiago en España a «Caminos de Santiago de Compostela: Camino francés y Caminos del Norte de España», España envió como documentación un «Inventario Retrospectivo - Elementos Asociados» (Retrospective Inventory - Associated Components) en el que en el n.º 1911 figura el castillo de Sarracín.

## Historia
El castillo inicial, al parecer, fue arrasado por el gobernador del Califato Omeya, "Muza" en el año 714. Su reconstrucción se debió de iniciar a finales del siglo IX., tras la reconquista. 
Existe la posibilidad de que el castillo fuera levantado sobre un asentamiento de la Edad de Hierro, tanto por su emplazamiento topográfico como por el hallazgo de un hacha de talón con dos anillas en sus alrededores.[cita requerida]

### Leyendas

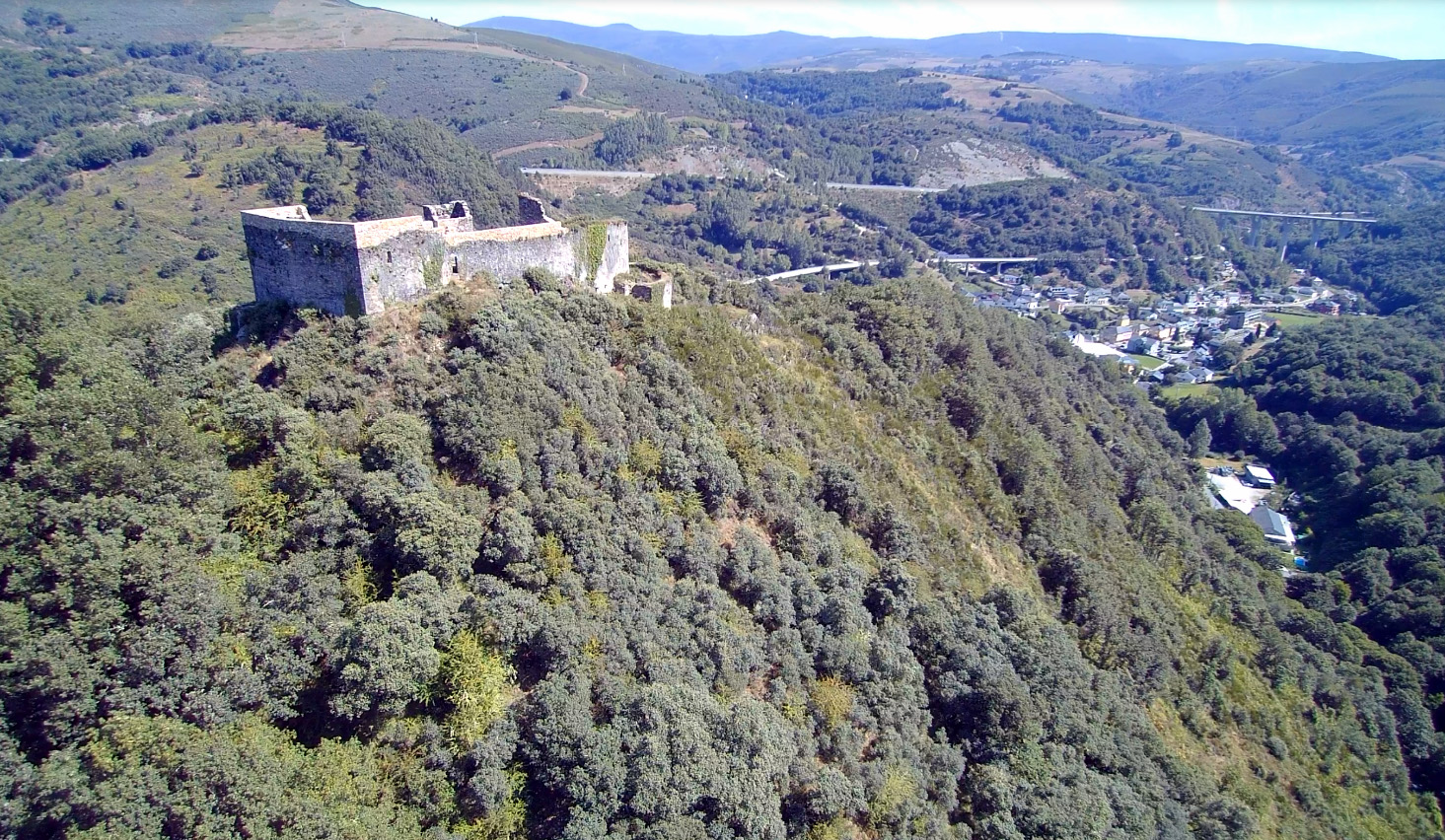
Vega de Valcarce con el castillo en primer plano. Se observan de diferente tono las partes de los lienzos restaurados.

Se tiene conocimiento de que el castillo resistió numerosos asedios. Hay varias leyendas como la leyenda de las cinco estacas:

El castillo, durante la posesión de los hermanos Valcarce, se defendían de los ataques con la pequeña provisión de cinco estacas. Ante tal proeza defensiva, en el escudo heráldico de la familia Valcarce figuran cinco estacas.
Leyenda sobre la relación del escudo heráldico de la familia Valcarce y del Municipio de Vega de Valcarce y el Castillo

## Descripción arquitectónica
El recinto del castillo, de forma rectangular irregular, se encuentra dividido en varias dependencias. Se conservan dos torres, una de ellas posee saetera abocinada.
El acceso al interior del recinto se realiza a través de una puerta con arco de medio punto.

## Actualidad
En mayo de 2014, se realizaron varias obras de urgencia, apuntalando varios muros con riesgo de desplome y desescombre del recinto interno, recobrando las cotas originales. En dichas obras se encontraron 12 saeteras y otros objetos, como restos de cerámica, alguna hebilla, puntas y hasta lo que parece ser la hoja de un cuchillo.